# Sistema orario italiano a 6 ore
Il sistema orario a 6 ore, anche detto alla romana (o all'italiana) è una convenzione per tenere il tempo, secondo la quale il giorno va dall'Ave Maria della sera (circa mezz'ora dopo il tramonto, quando termina il crepuscolo) a quello successivo e si articola in 6 ore ripetute per 4 volte.
Venne creato dalla Chiesa nel XIII secolo e rimase in uso in Italia sino all'arrivo di Napoleone che introdusse il sistema orario a 12 ore.

## Orologi a sei ore

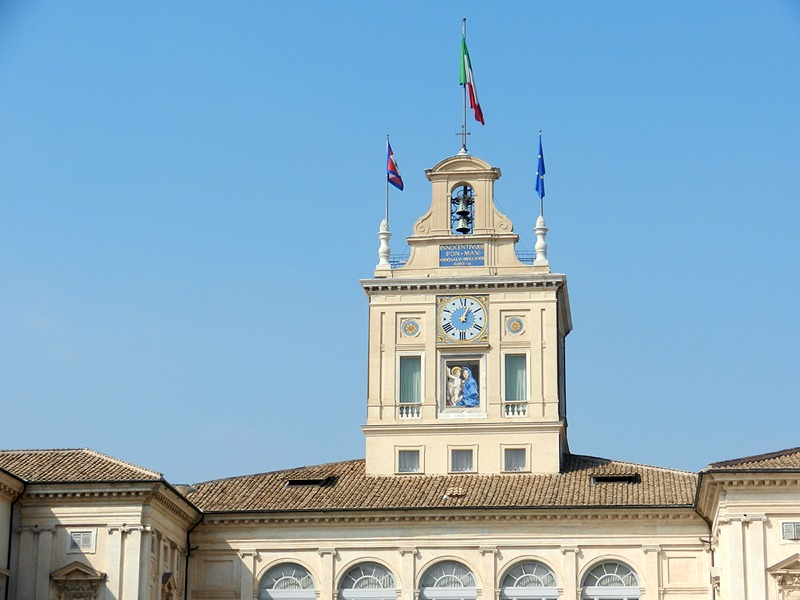
Orologio del Palazzo del Quirinale

Elenco degli orologi a sei ore conosciuti visibili sui campanili, facciate di chiese, torri e palazzi presenti soprattutto in territorio italiano. L'elenco è organizzato in ordine alfabetico per regioni, tranne l’Urbe che ha una voce a sé stante. Da notare che in Urbe, l’interezza degli orologi pubblici erano a 6 ore. Con la presa di Roma da parte delle truppe napoleoniche, i principali orologi pubblici vennero trasformati da 6 a 12 ore. Tra questi, da menzionare l’Orologio di Palazzo Monte Citorio, quello del Palazzo del Monte di Pietà e l’Orologio della Torre del Complesso borrominiano della Vallicella, detto “Torre dell’Orologio”.

### Abruzzo (7)
| Comune                            | Luogo                                           | Provincia | Coordinate                | Foto 1 | Foto 2 |
| --------------------------------- | ----------------------------------------------- | --------- | ------------------------- | ------ | ------ |
| Civitella Alfedena                | Chiesa della Madonna del Carmine                | L'Aquila  | 41°45′55.4″N 13°56′29.7″E |        |        |
| Fontecchio                        | Torre dell’Orologio                             | L'Aquila  | 42°13′46″N 13°36′20″E     |        |        |
| Montereale                        | Torre Civica                                    | L'Aquila  | 42°31′21.1″N 13°14′44.6″E |        |        |
| Paganica                          | Chiesa della Madonna del Presepe o del Castello | L'Aquila  | 42°21′32.5″N 13°28′23″E   |        |        |
| Poggio Cinolfo (Carsoli)          | Chiesa di Santa Maria Assunta                   | L'Aquila  | 42°06′36.7″N 13°03′05.4″E |        |        |
| Musellaro (frazione di Bolognano) | Chiesa di Santa Maria del Balzo                 | Pescara   | 42°11′28.2″N 13°57′09.4″E |        |        |
| Pietracamela                      | Chiesa di San Giovanni Battista                 | Teramo    | 42°31′23″N 13°33′09″E     |        |        |

### Basilicata (3)
| Comune     | Luogo                  | Provincia | Coordinate              | Foto 1 | Foto 2 |
| ---------- | ---------------------- | --------- | ----------------------- | ------ | ------ |
| Acerenza   | Torre longobarda       | Potenza   | 40°47′48.4″N 15°56′23″E |        |        |
| Cancellara | Chiesetta di San Rocco | Potenza   | 40°43′55″N 15°55′25.3″E |        |        |
| Melfi      | Castello di Melfi      | Potenza   | 40°59′54″N 15°39′12″E   |        |        |

### Campania (36)
| Comune                                   | Luogo                                                                                  | Provincia | Coordinate                  | Foto 1 | Foto 2 |
| ---------------------------------------- | -------------------------------------------------------------------------------------- | --------- | --------------------------- | ------ | ------ |
| Purgatorio (Avella)                      | Chiesa di San Ciro                                                                     | Avellino  | 40°57′07.8″N 14°35′26.9″E   |        |        |
| Amorosi                                  | Chiesa di San Michele Arcangelo (2 orologi)                                            | Benevento | 41°12′11″N 14°27′43″E       |        |        |
| Ceppaloni                                | Chiesa di San Nicola Vescovo                                                           | Benevento | 41°02′48″N 14°45′32″E       |        |        |
| Fragneto l'Abate                         | Casa privata a Vico Orologio                                                           | Benevento | 41°15′35.9″N 14°47′07″E     |        |        |
| Luzzano, frazione di Moiano              | Chiesa di San Nicola Magno                                                             | Benevento | 41°04′06″N 14°32′01″E       |        |        |
| Paduli                                   | Chiesa di San Bartolomeo                                                               | Benevento | 41°09′52″N 14°52′48″E       |        |        |
| San Bartolomeo in Galdo                  | Chiesa dell'Annunziata                                                                 | Benevento | 41°24′33″N 15°00′52.5″E     |        |        |
| San Marco dei Cavoti                     | Chiesa del Carmine                                                                     | Benevento | 41°18′29.5″N 14°52′33.5″E   |        |        |
| Santa Croce del Sannio                   | Chiesa di San Sebastiano                                                               | Benevento | 41°23′14″N 14°43′59″E       |        |        |
| Caiazzo                                  | Chiesa dell'Immacolata                                                                 | Caserta   | 41°10′38″N 14°22′04″E       |        |        |
| Carinola (frazione Casanova)             | Chiesa di San Pietro Apostolo                                                          | Caserta   | 41°11′43.9″N 13°57′44.7″E   |        |        |
| Casolla di Caserta                       | Chiesa di San Lorenzo Martire                                                          | Caserta   | 41°05′40.5″N 14°21′09″E     |        |        |
| Cesa                                     | Chiesa di San Cesario                                                                  | Caserta   | 40°57′51″N 14°13′49″E       |        |        |
| Santa Maria a Vico                       | Villa Puoti                                                                            | Caserta   | 41°01′37″N 14°27′52.6″E     |        |        |
| Anacapri                                 | Chiesa di Santa Sofia                                                                  | Napoli    | 40°33′15″N 14°13′02.5″E     |        |        |
| Calvizzano                               | Chiesa di Santa Maria delle Grazie (2 orologi)                                         | Napoli    | 40°54′21″N 14°11′35.5″E     |        |        |
| Massa Lubrense, Sant'Agata sui Due Golfi | Chiesa di Santa Maria delle Grazie                                                     | Napoli    | 40°36′29″N 14°22′24.6″E     |        |        |
| Napoli                                   | Basilica di Santa Maria della Sanità                                                   | Napoli    | 40°51′34.5″N 14°14′57.8″E   |        |        |
| Napoli                                   | Certosa di San Martino. Orologio nel Chiostro grande                                   | Napoli    | 40°50′34.7″N 14°14′29.3″E   |        |        |
| Napoli                                   | Chiesa dei Girolamini. Orologio nel campanile sinistro                                 | Napoli    | 40°51′06″N 14°15′31″E       |        |        |
| Napoli                                   | Chiesa dei Girolamini. Chiostro grande o degli aranci                                  | Napoli    | 40°51′09″N 14°15′30.3″E     |        |        |
| Napoli                                   | Chiesa di Santa Maria del Soccorso all'Arenella (2 orologi)                            | Napoli    | 40°51′14″N 14°13′50″E       |        |        |
| Napoli                                   | Chiesa di Santa Maria di Montesanto                                                    | Napoli    | 40°50′51″N 14°14′45″E       |        |        |
| Napoli                                   | Palazzo del Conservatorio dello Spirito Santo. Università Federico II, cortile interno | Napoli    | 40°50′48.5″N 14°14′56″E     |        |        |
| Napoli                                   | Facciata laterale del Gesù Nuovo                                                       | Napoli    | 40°50′53″N 14°15′08″E       |        |        |
| Napoli - Posillipo                       | Chiesa di Santo Strato                                                                 | Napoli    | 40°48′15.8″N 14°11′35.4″E   |        |        |
| Visciano                                 | Eremo di Santa Maria degli Angeli (Convento dei Camaldoli)                             | Napoli    | 40°55′04.5″N 14°34′02″E     |        |        |
| Bracigliano                              | Chiesa di San Giovanni Battista                                                        | Salerno   | 40°49′27.5″N 14°42′32″E     |        |        |
| Felitto                                  | Casa del centro storico                                                                | Salerno   | 40°22′26.9″N 15°14′29.7″E   |        |        |
| Rofrano                                  | Chiesa di Sant’Anna                                                                    | Salerno   | 40°12′41.53″N 15°25′37.38″E |        |        |
| Rutino                                   | Chiesa di San Michele Arcangelo                                                        | Salerno   | 40°17′59.5″N 15°04′33.4″E   |        |        |
| Sarno                                    | Chiesa di San Francesco                                                                | Salerno   | 40°48′52″N 14°37′12″E       |        |        |
| Sieti, frazione di Giffoni Sei Casali    | Palazzo Fortunato                                                                      | Salerno   | 40°44′25″N 14°54′14″E       |        |        |

### Emilia-Romagna (18)
| Comune                   | Luogo                                                                        | Provincia          | Coordinate                  | Foto 1 | Foto 2 |
| ------------------------ | ---------------------------------------------------------------------------- | ------------------ | --------------------------- | ------ | ------ |
| Bologna                  | Basilica di San Domenico (all'interno, nel transetto laterale destro)        | Bologna            | 44°29′23″N 11°20′38″E       |        |        |
| Bologna                  | Basilica di San Domenico (all'interno, in un corridoio presso la biblioteca) | Bologna            | 44°29′23″N 11°20′38″E       |        |        |
| Bologna                  | Chiesa di San Giovanni in Monte (all'interno)                                | Bologna            | 44°29′27″N 11°54′38″E       |        |        |
| Crespellano - Calcara    | Villa Bianconi Rusconi Bassi                                                 | Bologna            | 44°32′25.5″N 11°07′43.3″E   |        |        |
| Zola Predosa             | Palazzo Albergati - Orologio NE                                              | Bologna            | 44°30′17.97″N 11°13′30.36″E |        |        |
| Zola Predosa             | Palazzo Albergati - Orologio SO                                              | Bologna            | 44°30′17.97″N 11°13′30.36″E |        |        |
| Zola Predosa             | Palazzo Albergati - Orologio interno                                         | Bologna            | 44°30′17.97″N 11°13′30.36″E |        |        |
| Ferrara                  | Monastero di Sant'Antonio in Polesine (all'interno della chiesa)             | Ferrara            | 44°49′38″N 11°37′26.3″E     |        |        |
| Portico di Romagna       | Torre dell’orologio                                                          | Forlì-Cesena       | 44°01′31.5″N 11°46′57.6″E   |        |        |
| Bagnacavallo             | Teatro Carlo Goldoni                                                         | Ravenna            | 44°24′59″N 11°58′41″E       |        |        |
| Brisighella              | Palazzo Comunale                                                             | Ravenna            | 44°13′26″N 11°46′22″E       |        |        |
| Brisighella              | Torre dell’orologio (orologio SE)                                            | Ravenna            | 44°13′27″N 11°46′25″E       |        |        |
| Brisighella              | Torre dell’orologio (orologio SO)                                            | Ravenna            | 44°13′27″N 11°46′25″E       |        |        |
| Faenza                   | Cortile di una casa privata                                                  | Ravenna            |                             |        |        |
| Faenza                   | Cortile del Seminario Vecchio                                                | Ravenna            | 44°17′09″N 11°53′08″E       |        |        |
| Faenza                   | Teatro comunale Angelo Masini (all'interno)                                  | Ravenna            | 44°17′08.5″N 11°52′56″E     |        |        |
| Pieve Saliceto Gualtieri | Chiesa Santissima Annunziata                                                 | Reggio nell'Emilia | 44°54′02″N 10°35′37″E       |        |        |
| Sassofeltrio             | Quadrante in Parco pubblico                                                  | Rimini             | 43°53′31″N 12°30′35″E       |        |        |

### Friuli-Venezia-Giulia (1)
| Comune      | Luogo               | Provincia | Coordinate            | Foto 1 | Foto 2 |
| ----------- | ------------------- | --------- | --------------------- | ------ | ------ |
| Spilimbergo | Chiesa di San Rocco | Pordenone | 46°06′41″N 12°53′56″E |        |        |

### Lazio (67)
| Comune                               | Luogo                                                                   | Provincia | Coordinate                 | Foto 1 | Foto 2 |
| ------------------------------------ | ----------------------------------------------------------------------- | --------- | -------------------------- | ------ | ------ |
| Acquafondata                         | Chiesa di San Giovanni Battista                                         | Frosinone | 41°32′36″N 13°57′13″E      |        |        |
| Arpino                               | Piazza del Municipio, dietro la chiesa di San Michele Arcangelo         | Frosinone | 41°38′53.3″N 13°36′37″E    |        |        |
| Castro dei Volsci                    | Torre dell’orologio                                                     | Frosinone | 41°30′32.5″N 13°24′23″E    |        |        |
| Collepardo                           | Certosa di Trisulti (2 orologi)                                         | Frosinone | 41°46′47″N 13°23′53″E      |        |        |
| Collepardo                           | Piazza della Libertà, dietro la Chiesa parrocchiale del SS.mo Salvatore | Frosinone | 41°45′41.5″N 13°22′05″E    |        |        |
| Filettino                            | Chiesa di Santa Maria Assunta                                           | Frosinone | 41°53′22″N 13°19′28″E      |        |        |
| Fumone                               | Chiesa collegiata di Santa Maria Annunziata                             | Frosinone | 41°43′40.8″N 13°17′26.7″E  |        |        |
| Isola del Liri                       | Castello Boncompagni Viscogliosi                                        | Frosinone | 41°40′49″N 13°34′27″E      |        |        |
| Veroli                               | Concattedrale di Sant’Andrea (all'interno, sopra il coro)               | Frosinone | 41°41′27″N 13°25′03.5″E    |        |        |
| Vico nel Lazio                       | Torre civica dietro la chiesa di San Michele Arcangelo                  | Frosinone | 41°46′38″N 13°20′32.6″E    |        |        |
| Villa Santo Stefano                  | Chiesa di Santa Maria Assunta                                           | Frosinone | 41°31′00.2″N 13°18′30.7″E  |        |        |
| Prossedi                             | Portale di accesso al centro storico (davanti)                          | Latina    | 41°31′00.4″N 13°15′44″E    |        |        |
| Prossedi                             | Portale di accesso al centro storico (dietro)                           | Latina    | 41°31′00.4″N 13°15′44″E    |        |        |
| San Felice Circeo                    | Torre dei Templari (Piazza Vittorio Veneto)                             | Latina    | 41°13′59.7″N 13°15′44″E    |        |        |
| Rieti                                | Casa privata a Via del Mattonato 28                                     | Rieti     | 42°24′04″N 12°51′44″E      |        |        |
| Borgo Velino                         | Chiesa di San Matteo                                                    | Rieti     | 42°24′21.2″N 13°03′35.2″E  |        |        |
| Casperia                             | Porta Santa Maria                                                       | Rieti     | 42°20′23.15″N 12°40′15.5″E |        |        |
| Santa Rufina (Cittaducale)           | Chiesa del Santissimo Sacramento                                        | Rieti     | 42°24′30″N 12°55′56.2″E    |        |        |
| Collalto Sabino                      | Torre dell’orologio (castello)                                          | Rieti     | 42°08′13.8″N 13°02′54.4″E  |        |        |
| Contigliano                          | Collegiata di San Michele Arcangelo                                     | Rieti     | 42°24′34″N 12°45′59″E      |        |        |
| Fara in Sabina                       | Agriturismo Santo Pietro                                                | Rieti     | 42°12′14.6″N 12°42′34″E    |        |        |
| Poggio Mirteto                       | Torre dell’orologio (2 orologi)                                         | Rieti     | 42°15′52.4″N 12°40′58.2″E  |        |        |
| San Polo Sabino (frazione di Tarano) | Torre dell’Orologio                                                     | Rieti     | 42°20′01.7″N 12°35′40.3″E  |        |        |
| Tarano                               | Chiesa di Santa Maria Assunta                                           | Rieti     | 42°21′22.4″N 12°35′44″E    |        |        |
| Allumiere                            | Torre del Palazzo Camerale                                              | Roma      | 42°09′23″N 11°54′05″E      |        |        |
| Anticoli Corrado                     | Chiesa di Santa Vittoria                                                | Roma      | 42°00′37.2″N 12°59′17.5″E  |        |        |
| Campagnano di Roma                   | Collegiata di San Giovanni Battista                                     | Roma      | 42°08′31.8″N 12°23′02.5″E  |        |        |
| Canterano                            | Chiesa di Santa Maria e San Mauro                                       | Roma      | 41°56′32.4″N 13°02′14.5″E  |        |        |
| Capena                               | Torre dell’Orologio                                                     | Roma      | 42°08′30.2″N 12°32′12.3″E  |        |        |
| Casape                               | Chiesa di San Pietro (Castello Baronale)                                | Roma      | 41°54′23.4″N 12°53′06″E    |        |        |
| Castel di Decima                     | Castello di Decima                                                      | Roma      | 41°45′20″N 12°26′20″E      |        |        |
| Castel Gandolfo                      | Palazzo Pontificio                                                      | Roma      | 41°44′48.6″N 12°39′01″E    |        |        |
| Castel Madama                        | Castello Orsini                                                         | Roma      | 41°58′39.5″N 12°52′10.6″E  |        |        |
| Cave                                 | Municipio                                                               | Roma      | 41°49′03″N 12°55′43″E      |        |        |
| Cervara di Roma                      | Chiesa di Maria Santissima della Visitazione                            | Roma      | 41°59′18.8″N 13°04′02″E    |        |        |
| Cerveteri                            | Torre Civica (2 orologi)                                                | Roma      | 41°59′55″N 12°05′56.7″E    |        |        |
| Formello                             | Santuario della Madonna del Sorbo                                       | Roma      | 42°06′19″N 12°24′00″E      |        |        |
| Frascati                             | Cattedrale di San Pietro, torre sinistra (2 orologi)                    | Roma      | 41°48′29″N 12°40′51.4″E    |        |        |
| Genazzano                            | Chiesa di San Nicola di Bari                                            | Roma      | 41°50′03.7″N 12°58′24.6″E  |        |        |
| Guidonia Montecelio                  | Chiostro dell'ex Convento di San Michele Arcangelo                      | Roma      | 42°01′08″N 12°44′30″E      |        |        |
| Magliano Sabina                      | Cattedrale di San Liberatore                                            | Roma      | 42°21′36″N 12°28′54″E      |        |        |
| Monte Porzio Catone                  | Duomo di San Gregorio Magno (2 orologi)                                 | Roma      | 41°48′58″N 12°42′51.3″E    |        |        |
| Monte Porzio Catone                  | Villa Lucidi                                                            | Roma      | 41°48′46.5″N 12°42′30.5″E  |        |        |
| Nerola                               | Castello Orsini                                                         | Roma      | 42°09′44″N 12°47′13″E      |        |        |
| Palombara Sabina                     | Chiesa del convento di San Francesco (interno)                          | Roma      | 42°03′01″N 12°46′12″E      |        |        |
| Rignano Flaminio                     | Chiesa dei santi Vincenzo e Anastasio                                   | Roma      | 42°12′25″N 12°29′08″E      |        |        |
| Rocca Santo Stefano                  | Chiesa di Santa Maria Assunta                                           | Roma      | 41°54′39″N 13°01′30″E      |        |        |
| San Gregorio da Sassola              | Chiesa di San Sebastiano                                                | Roma      | 41°55′05.3″N 12°52′21.3″E  |        |        |
| Santa Maria di Galeria               | Torre dell’orologio (2 orologi)                                         | Roma      | 42°01′20.7″N 12°19′00.8″E  |        |        |
| Segni                                | Concattedrale di Santa Maria Assunta                                    | Roma      | 41°41′34.3″N 13°01′23.6″E  |        |        |
| Subiaco                              | Torre Abbaziale (2 orologi)                                             | Roma      | 41°55′33.6″N 13°05′40.4″E  |        |        |
| Subiaco                              | Sant’Andrea apostolo                                                    | Roma      | 41°55′26.6″N 13°05′47″E    |        |        |
| Subiaco                              | Sant’Andrea apostolo (interno)                                          | Roma      | 41°55′26.6″N 13°05′47″E    |        |        |
| Calcata Vecchia                      | Campanile del Castello Baronale                                         | Viterbo   | 42°12′59.9″N 12°25′10″E    |        |        |
| Canepina                             | Museo delle tradizioni popolari (interno)                               | Viterbo   | 42°22′53.5″N 12°13′49″E    |        |        |
| Canepina                             | Torretta del Palazzetto Farnese (comune)                                | Viterbo   | 42°22′51.6″N 12°14′01″E    |        |        |
| Caprarola                            | Palazzo Farnese                                                         | Viterbo   | 42°19′42.4″N 12°14′14.6″E  |        |        |
| Grotte di Castro                     | Chiesa di San Pietro Apostolo                                           | Viterbo   | 42°40′28″N 11°52′22″E      |        |        |
| Sutri                                | Chiesa di San Silvestro                                                 | Viterbo   | 42°14′32.8″N 12°13′22″E    |        |        |
| Vallerano                            | Chiesa di San Vittore                                                   | Viterbo   | 42°23′07.27″N 12°15′55″E   |        |        |

### Roma (22)
| Luogo                                                                   | Rione              | Coordinate                | Foto 1 | Foto 2 |
| ----------------------------------------------------------------------- | ------------------ | ------------------------- | ------ | ------ |
| Basilica di San Pietro in Vaticano (interno)                            | Città del Vaticano | 41°54′09″N 12°27′22″E     |        |        |
| Chiesa di Santa Maria dell'Orto                                         | Trastevere         | 41°53′12″N 12°28′29.7″E   |        |        |
| Basilica di Santa Maria in Montesanto                                   | Campo Marzio       | 41°54′36″N 12°28′34.5″E   |        |        |
| Basilica di Sant'Agostino (sacrestia)                                   | Campo Marzio       | 41°54′36″N 12°28′34.5″E   |        |        |
| Chiesa di Sant'Andrea al Quirinale (sacrestia)                          | Monti              | 41°54′03.5″N 12°29′21.5″E |        |        |
| Basilica di Sant'Andrea delle Fratte (chiostro)                         | Colonna            | 41°54′12.5″N 12°29′02.4″E |        |        |
| Chiostro del Monastero dei Camilliani (Chiesa della Maddalena)          | Colonna            | 41°54′01.3″N 12°28′37.3″E |        |        |
| Chiesa di Santa Maria Immacolata a via Veneto (Cimitero dei Cappuccini) | Ludovisi           | 41°54′17.4″N 12°29′18″E   |        |        |
| Collegio Romano                                                         | Pigna              | 41°53′52.8″N 12°28′49.5″E |        |        |
| Ospedale di Santo Spirito in Sassia                                     | Borgo              | 41°54′04.5″N 12°27′41.5″E |        |        |
| Palazzo Boncompagni Cerasi (Via del Babuino 51)                         | Campo Marzio       | 41°54′30.9″N 12°28′44″E   |        |        |
| Palazzo dei Penitenzieri (Via della Conciliazione 139-148)              | Borgo              | 41°54′06.5″N 12°27′39.7″E |        |        |
| Palazzo del Quirinale                                                   | Monti              | 41°54′01.5″N 12°29′11″E   |        |        |
| Palazzo Rondinini al Corso (Via del Corso 518-519, cortile)             | Campo Marzio       | 41°54′32″N 12°28′36.5″E   |        |        |
| Palazzo Sant’Apollinare (Piazza Sant’Apollinare)                        | Ponte              | 41°54′03″N 12°28′23.5″E   |        |        |
| Basilica di Sant'Apollinare (sacrestia)                                 | Ponte              | 41°54′03″N 12°28′23.5″E   |        |        |
| Chiesa di San Gregorio Nazianzeno                                       | Campo Marzio       | 41°54′07″N 12°28′36″E     |        |        |
| Villa Torlonia, casina presso Limonaia                                  | Nomentano          | 41°54′47″N 12°30′39.5″E   |        |        |
| Palazzo Vescovile di Porto, Via Portuense (Fiumicino)                   |                    | 41°46′33.2″N 12°15′43.4″E |        |        |
| Casa privata a Via Portuense, Largo dei Volontari del sangue            |                    | 41°51′43.5″N 12°27′10.6″E |        |        |
| Basilica di Sant'Andrea della Valle (sacrestia)                         | Sant'Eustachio     | 41°53′48″N 12°28′28″E     |        |        |
| Villa Albani                                                            | Pinciano           | 41°54′53″N 12°30′05″E     |        |        |

### Lombardia (8)
| Comune                                     | Luogo                             | Provincia | Coordinate             | Foto 1 | Foto 2 |
| ------------------------------------------ | --------------------------------- | --------- | ---------------------- | ------ | ------ |
| Bergamo                                    | Museo donizettiano                | Bergamo   | 45°42′12″N 9°39′39″E   |        |        |
| Bergamo                                    | Pia Casa d'Industria              | Bergamo   | 45°42′20″N 9°39′43″E   |        |        |
| Cerete                                     | Chiesa dell'Annunciata            | Bergamo   | 45°52′01″N 9°59′43″E   |        |        |
| Chiuduno                                   | Chiesa di San Michele             | Bergamo   | 45°39′09″N 9°50′51″E   |        |        |
| Padergnone (Zanica)                        | Cortile della Villa di Padergnone | Bergamo   | 45°38′58.2″N 9°42′14″E |        |        |
| San Giovanni Bianco (frazione Pianca)      | Chiesa di Sant'Antonio            | Bergamo   | 45°53′44″N 9°38′04″E   |        |        |
| Vilminore di Scalve (frazione Pianezza)    | Chiesa di San Lorenzo             | Bergamo   | 46°00′02″N 10°04′59″E  |        |        |
| Vilminore di Scalve (frazione Sant'Andrea) | Chiesa di Sant'Andrea             | Bergamo   | 45°59′37″N 10°06′13″E  |        |        |

### Marche (44)
| Comune                                | Luogo                                            | Provincia       | Coordinate                  | Foto 1 | Foto 2 |
| ------------------------------------- | ------------------------------------------------ | --------------- | --------------------------- | ------ | ------ |
| Ancona                                | Palazzo degli Anziani                            | Ancona          | 43°37′21.34″N 13°30′40″E    |        |        |
| Ancona                                | Palazzo degli Anziani (orologio interno)         | Ancona          | 43°37′21.34″N 13°30′40″E    |        |        |
| Ancona                                | Domus Stella Maris                               | Ancona          | 43°36′33″N 13°26′40″E       |        |        |
| Palazzo (frazione di Arcevia)         | Chiesa dei Santi Settimio e Stefano              | Ancona          | 43°32′10.5″N 12°55′16.5″E   |        |        |
| Candia di Ancona (frazione di Ancona) | Villa Favorita                                   | Ancona          | 43°34′03″N 13°30′31″E       |        |        |
| Chiaravalle                           | Abbazia di Santa Maria in Castagnola Orologio SO | Ancona          | 43°36′01.13″N 13°19′34.54″E |        |        |
| Chiaravalle                           | Abbazia di Santa Maria in Castagnola Orologio NE | Ancona          | 43°36′01.13″N 13°19′34.54″E |        |        |
| Cupramontana                          | Eremo delle Grotte (o dei frati Bianchi)         | Ancona          | 43°27′23.6″N 13°05′47″E     |        |        |
| Falconara Marittima                   | Castello di Rocca Priora - Orologio esterno      | Ancona          | 43°38′27.7″N 13°21′59.4″E   |        |        |
| Falconara Marittima                   | Castello di Rocca Priora - Orologio interno      | Ancona          | 43°38′27.7″N 13°21′59.4″E   |        |        |
| Gallignano                            | Porta d'ingresso al centro storico               | Ancona          | 43°33′44″N 13°25′25.3″E     |        |        |
| Jesi                                  | Duomo di San Settimio (campanile)                | Ancona          | 43°31′28.7″N 13°14′45″E     |        |        |
| Jesi                                  | Duomo di San Settimio (interno)                  | Ancona          | 43°31′28.7″N 13°14′45″E     |        |        |
| Loreto                                | Santuario Madonna di Loreto                      | Ancona          | 43°26′28″N 13°36′36″E       |        |        |
| Montemarciano                         | Chiesa di San Pietro Apostolo                    | Ancona          | 43°38′23″N 13°18′35″E       |        |        |
| Monterado                             | Castello di Monterado                            | Ancona          | 43°41′53″N 13°05′30″E       |        |        |
| Acquasanta Terme                      | Chiesa di San Giovanni Battista                  | Ascoli Piceno   | 42°46′10.2″N 13°24′37.3″E   |        |        |
| Monte San Pietrangeli                 | Chiesa di San Francesco                          | Fermo           | 43°11′31.7″N 13°34′39″E     |        |        |
| Caldarola                             | Collegiata di San Martino (Caldarola)            | Macerata        | 43°08′17″N 13°13′35″E       |        |        |
| Monte San Martino                     | Chiesa di San Martino Vescovo - Orologio NE      | Macerata        | 43°01′55.4″N 13°26′14.6″E   |        |        |
| Monte San Martino                     | Chiesa di San Martino Vescovo - Orologio NO      | Macerata        | 43°01′55.4″N 13°26′14.6″E   |        |        |
| Monte San Martino                     | Chiesa di San Martino Vescovo - Orologio SE      | Macerata        | 43°01′55.4″N 13°26′14.6″E   |        |        |
| Monte San Martino                     | Chiesa di San Martino Vescovo - Orologio SO      | Macerata        | 43°01′55.4″N 13°26′14.6″E   |        |        |
| Porto Recanati                        | Chiesa del Preziosissimo Sangue                  | Macerata        | 43°25′56″N 13°39′53.5″E     |        |        |
| Potenza Picena                        | Villa Buonaccorsi                                | Macerata        | 43°21′25″N 13°40′07″E       |        |        |
| San Severino Marche                   | Torre dell’Orologio (Chiesa della Misericordia)  | Macerata        | 43°13′44.5″N 13°10′46.2″E   |        |        |
| Tolentino                             | Torre degli orologi                              | Macerata        | 43°12′32″N 13°17′04″E       |        |        |
| Ussita                                | Chiesa di Santa Maria Assunta                    | Macerata        | 42°56′39.7″N 13°08′13″E     |        |        |
| Visso                                 | Santuario di Macereto                            | Macerata        | 42°58′34″N 13°06′56″E       |        |        |
| Cagli                                 | Chiesa di San Domenico (interno)                 | Pesaro e Urbino | 43°32′54″N 12°39′02″E       |        |        |
| Cartoceto                             | Torre dell’Orologio                              | Pesaro e Urbino | 43°46′05″N 12°52′58″E       |        |        |
| Cantiano                              | Chiesa collegiata di San Giovanni Battista       | Pesaro e Urbino | 43°28′24″N 12°37′41″E       |        |        |
| Fano                                  | Santuario della Madonna del Ponte                | Pesaro e Urbino | 43°49′43.8″N 13°02′58″E     |        |        |
| Macerata Feltria                      | Torre civica del Castello - Orologio NE          | Pesaro e Urbino | 43°48′19″N 12°26′44″E       |        |        |
| Macerata Feltria                      | Torre civica del Castello - Orologio SO          | Pesaro e Urbino | 43°48′19″N 12°26′44″E       |        |        |
| Montebello (Orciano di Pesaro)        | Chiesa di Sant'Anna                              | Pesaro e Urbino | 43°42′30″N 12°54′43″E       |        |        |
| Orciano di Pesaro                     | Torre civica                                     | Pesaro e Urbino | 43°41′18.3″N 12°57′53.5″E   |        |        |
| Pesaro                                | Chiesa di Sant'Agostino (interno)                | Pesaro e Urbino | 43°54′41.5″N 12°54′38″E     |        |        |
| Pesaro                                | Chiesa di San Giovanni Battista (interno)        | Pesaro e Urbino | 43°54′34″N 12°54′24″E       |        |        |
| Pesaro                                | Villa Caprile - Grotta del Diavolo               | Pesaro e Urbino | 43°54′45″N 12°52′53″E       |        |        |
| San Lorenzo in Campo                  | Palazzo della Rovere - Orologio NE               | Pesaro e Urbino | 43°36′16.4″N 12°56′42.3″E   |        |        |
| San Lorenzo in Campo                  | Palazzo della Rovere - Orologio SO               | Pesaro e Urbino | 43°36′16.4″N 12°56′42.3″E   |        |        |
| Sant'Angelo in Lizzola                | Chiesa di San Michele Arcangelo                  | Pesaro e Urbino | 43°49′38″N 12°48′09″E       |        |        |
| Calduca di Urbino                     | Residenza padronale con torretta belvedere       | Pesaro e Urbino | 43°46′56″N 12°40′20.5″E     |        |        |

### Molise (10)
| Comune                                       | Luogo                                          | Provincia  | Coordinate                | Foto 1 | Foto 2 |
| -------------------------------------------- | ---------------------------------------------- | ---------- | ------------------------- | ------ | ------ |
| Cercemaggiore                                | Orologio dell'Università alla Casa dei Cirelli | Campobasso | 41°27′39″N 14°43′14″E     |        |        |
| Montemitro                                   | Campanile della Chiesa di Santa Lucia          | Campobasso | 41°53′25″N 14°38′43.4″E   |        |        |
| Castel San Vincenzo                          | Chiesa di Santo Stefano                        | Isernia    | 41°39′21.3″N 14°03′55.5″E |        |        |
| Forlì del Sannio                             | Chiesa di San Biagio                           | Isernia    | 41°41′44.7″N 14°10′39″E   |        |        |
| Pizzone                                      | Chiesa di San Nicola di Bari                   | Isernia    | 41°40′02.1″N 14°02′06.1″E |        |        |
| Roccapipirozzi                               | Chiesa di Santa Maria Assunta                  | Isernia    | 41°26′15″N 14°02′00″E     |        |        |
| Rocchetta a Volturno                         | Chiesa di Santa Maria Assunta                  | Isernia    | 41°37′41.8″N 14°04′08″E   |        |        |
| Sant'Agapito                                 | Chiesa di San Nicola di Bari                   | Isernia    | 41°32′40.5″N 14°13′23″E   |        |        |
| San Vittorino, frazione di Cerro al Volturno | Cappella di Sant’Antonio Abate                 | Isernia    | 41°40′02″N 14°06′16″E     |        |        |
| Castelpizzuto                                | Chiesa di San Sebastiano                       | Isernia    | 41°31′18.7″N 14°17′30.7″E |        |        |

### Piemonte (1)
| Comune | Luogo                                 | Provincia | Coordinate               | Foto 1 | Foto 2 |
| ------ | ------------------------------------- | --------- | ------------------------ | ------ | ------ |
| Cardè  | Chiesa parrocchiale di Santa Caterina | Cuneo     | 44°44′46.4″N 7°28′41.7″E |        |        |

### Puglia (1)
| Comune | Luogo                                   | Provincia | Coordinate            | Foto 1 | Foto 2 |
| ------ | --------------------------------------- | --------- | --------------------- | ------ | ------ |
| Bovino | Torre dell'orologio del Castello Ducale | Foggia    | 41°15′05″N 15°20′21″E |        |        |

### Sicilia (1)
| Comune  | Luogo                        | Provincia | Coordinate              | Foto 1 | Foto 2 |
| ------- | ---------------------------- | --------- | ----------------------- | ------ | ------ |
| Caccamo | Duomo di San Giorgio Martire | Palermo   | 37°55′52.4″N 13°39′40″E |        |        |

### Toscana (31)
| Comune                                           | Luogo                                                        | Provincia | Coordinate                 | Foto 1 | Foto 2 |
| ------------------------------------------------ | ------------------------------------------------------------ | --------- | -------------------------- | ------ | ------ |
| Arezzo                                           | Convitto Nazionale Vittorio Emanuele II                      | Arezzo    | 43°27′57″N 11°52′52″E      |        |        |
| Lucignano                                        | Palazzo Comunale                                             | Arezzo    | 43°16′28.1″N 11°44′47″E    |        |        |
| Prato di Strada (frazione di Castel San Niccolò) | Pieve di San Giovanni Battista                               | Arezzo    | 43°44′07.6″N 11°41′37.1″E  |        |        |
| Rassina, frazione di Castel Focognano            | Ex Palazzo Comunale                                          | Arezzo    | 43°39′07″N 11°50′12″E      |        |        |
| Sant'Andrea di Sorbello (frazione di Cortona)    | Castello di Sorbello - Sala della Giustizia                  | Arezzo    | 43°16′33″N 12°11′56″E      |        |        |
| Stia                                             | Pieve di Santa Maria Assunta                                 | Arezzo    | 43°48′03.8″N 11°42′23.8″E  |        |        |
| Castel San Niccolò (Strada in Casentino)         | Torre del Castello - Orologio ovest                          | Arezzo    | 43°44′25″N 11°42′23″E      |        |        |
| Castel San Niccolò (Strada in Casentino)         | Torre del Castello - Orologio nord                           | Arezzo    | 43°44′25″N 11°42′23″E      |        |        |
| Firenze                                          | Cortile del Palazzo Arcivescovile                            | Firenze   | 43°46′23″N 11°15′15″E      |        |        |
| Cerreto Guidi                                    | Pieve di San Leonardo                                        | Firenze   | 43°45′32″N 10°52′45″E      |        |        |
| Incisa in Val d'Arno                             | Chiesa dei Santi Cosma e Damiano al Vivaio                   | Firenze   | 43°39′20″N 11°26′54″E      |        |        |
| Pontassieve                                      | Villa Martelli di Gricigliano                                | Firenze   | 43°48′15″N 11°22′48″E      |        |        |
| Bolognana (frazione di Gallicano)                | Chiesa di Santa Margherita                                   | Lucca     | 44°02′27″N 10°28′14″E      |        |        |
| Camaiore                                         | Pieve di Santo Stefano (Camaiore)                            | Lucca     | 43°55′50.5″N 10°19′42″E    |        |        |
| Capannori                                        | Villa Reale di Marlia                                        | Lucca     | 43°53′59.5″N 10°33′22.22″E |        |        |
| Colognora di Pescaglia                           | Chiesa dei Santi Michele e Caterina                          | Lucca     | 43°58′58.3″N 10°27′46″E    |        |        |
| Fiano di Pescaglia                               | Torre davanti alla chiesa di San Pietro apostolo             | Lucca     | 43°56′26″N 10°25′33″E      |        |        |
| Fornaro di Pescaglia                             | Chiesa dei Santi Pietro e Paolo                              | Lucca     | 43°57′56.4″N 10°24′52″E    |        |        |
| Gombitelli (frazione di Camaiore)                | Chiesa di San Michele Arcangelo                              | Lucca     | 43°55′14″N 10°22′29.4″E    |        |        |
| Pruno                                            | Chiesa di San Niccolò                                        | Lucca     | 44°00′31.6″N 10°18′36″E    |        |        |
| Calci                                            | Certosa di Calci (Porta d’ingresso alla cella priorale)      | Pisa      | 43°43′19″N 10°31′23″E      |        |        |
| Palaia                                           | Villa Saletta                                                | Pisa      | 43°35′43″N 10°44′04″E      |        |        |
| Pisa                                             | Chiostro del Convento di San Matteo in Soarta                | Pisa      | 43°42′51.2″N 10°24′28″E    |        |        |
| Santa Croce sull'Arno                            | Villa Vettori Guerrini                                       | Pisa      | 43°44′38″N 10°45′11″E      |        |        |
| Baggio (Pistoia)                                 | Chiesa di San Michele Arcangelo                              | Pistoia   | 43°59′24.4″N 10°57′48″E    |        |        |
| Fibbialla (Pescia)                               | Chiesa di San Michele                                        | Pistoia   | 43°56′50″N 10°41′22″E      |        |        |
| Montecatini alto                                 | Torre dell’orologio o del Carmine                            | Pistoia   | 43°53′39.6″N 10°47′23″E    |        |        |
| Montevettolini                                   | Torre campanaria della Chiesa di San Michele Arcangelo       | Pistoia   | 43°51′31″N 10°50′46″E      |        |        |
| Sambuca Pistoiese                                | Torre campanaria della Chiesa dei Santi Giacomo e Cristoforo | Pistoia   | 44°06′21″N 10°59′42″E      |        |        |
| Prato                                            | Duomo di Santo Stefano                                       | Prato     | 43°52′56″N 11°05′51″E      |        |        |
| Cetona                                           | Torre medievale a Piazza Garibaldi                           | Siena     | 42°57′49.5″N 11°54′02″E    |        |        |

### Umbria (28)
| Comune                            | Luogo                                                     | Provincia | Coordinate                | Foto 1 | Foto 2 |
| --------------------------------- | --------------------------------------------------------- | --------- | ------------------------- | ------ | ------ |
| Perugia                           | Basilica di San Pietro                                    | Perugia   | 43°06′08″N 12°23′43″E     |        |        |
| Cascia                            | Torre dell'orologio                                       | Perugia   | 42°43′05″N 13°00′48″E     |        |        |
| Fogliano (frazione di Cascia)     | Chiesa di Sant'Ippolito                                   | Perugia   | 42°43′57″N 13°02′49″E     |        |        |
| Città di Castello                 | Palazzo del Podestà                                       | Perugia   | 43°27′27″N 12°14′25″E     |        |        |
| Città di Castello                 | Palazzo del Monte di Pietà                                | Perugia   | 43°27′24″N 12°14′25″E     |        |        |
| Città di Castello                 | Biblioteca del Seminario vescovile                        | Perugia   | 43°27′36″N 12°14′10″E     |        |        |
| Città di Castello                 | Ex ospedale (via Guglielmo Oberdan)                       | Perugia   | 43°27′19″N 12°14′22.2″E   |        |        |
| Città di Castello                 | Hotel Villa San Donino                                    | Perugia   | 43°25′22″N 12°16′28.3″E   |        |        |
| Gualdo Tadino                     | Castello di Crocicchio                                    | Perugia   | 43°16′10.3″N 12°42′57.3″E |        |        |
| Montecorona - Umbertide           | Abbazia di San Salvatore di Montecorona - Orologio NE     | Perugia   | 43°17′02″N 12°21′20″E     |        |        |
| Montecorona - Umbertide           | Abbazia di San Salvatore di Montecorona - Orologio SO     | Perugia   | 43°17′02″N 12°21′20″E     |        |        |
| Canonica (frazione di Todi)       | Eremo di Sant'Angelo                                      | Perugia   | 42°47′12″N 12°21′00.5″E   |        |        |
| Pantalla (frazione di Todi)       | Castello di Pantalla                                      | Perugia   | 42°52′29″N 12°24′22″E     |        |        |
| San Giustino                      | Castello Bufalini - Orologio NE                           | Perugia   | 43°32′56.8″N 12°10′38.4″E |        |        |
| San Giustino                      | Castello Bufalini - Orologio NO                           | Perugia   | 43°32′56.8″N 12°10′38.4″E |        |        |
| San Giustino                      | Castello Bufalini - Orologio SE                           | Perugia   | 43°32′56.8″N 12°10′38.4″E |        |        |
| San Giustino                      | Castello Bufalini - Orologio SO                           | Perugia   | 43°32′56.8″N 12°10′38.4″E |        |        |
| Terraia (frazione di Spoleto)     | Villa Pianciani                                           | Perugia   | 42°47′11.1″N 12°41′41″E   |        |        |
| Amelia                            | Chiesa di San Michele Arcangelo                           | Terni     | 42°33′28.6″N 12°24′39″E   |        |        |
| Casteldilago (frazione di Arrone) | Chiesa di San Valentino                                   | Terni     | 42°34′43.6″N 12°45′35″E   |        |        |
| Collescipoli                      | Collegiata di Santa Maria Maggiore (Orologio campanile)   | Terni     | 42°32′12.3″N 12°37′10.4″E |        |        |
| Collescipoli                      | Collegiata di Santa Maria Maggiore (Orologio sacrestia)   | Terni     | 42°32′12.3″N 12°37′10.4″E |        |        |
| Narni                             | Cella dei condannati dal Sant'Uffizio (Narni Sotterranea) | Terni     | 42°31′12″N 12°30′51.5″E   |        |        |
| Montoro (frazione di Narni)       | Castello di Montoro (2 orologi)                           | Terni     | 42°30′18.5″N 12°28′09″E   |        |        |
| Penna in Teverina                 | Piazza San Valentino                                      | Terni     | 42°29′38″N 12°21′16″E     |        |        |
| San Gemini                        | Palazzo Pretorio                                          | Terni     | 42°36′52″N 12°32′50″E     |        |        |
| Torreorsina                       | Casino Manassei                                           | Terni     | 42°34′19″N 12°44′04.8″E   |        |        |

### Veneto (1)
| Comune  | Luogo                              | Provincia | Coordinate                | Foto 1 | Foto 2 |
| ------- | ---------------------------------- | --------- | ------------------------- | ------ | ------ |
| Venezia | Palazzo Ducale, sala dell’Avogaria | Venezia   | 45°26′02.4″N 12°20′25.3″E |        |        |

### Australia (1)
| Città  | Luogo                                              | Coordinate             | Foto 1 | Foto 2 |
| ------ | -------------------------------------------------- | ---------------------- | ------ | ------ |
| Sydney | Italian Forum Cultural Centre (Leichhardt, Sydney) | 33°53′13″S 151°09′31″E |        |        |

### Croazia (1)
| Città                        | Luogo                  | Coordinate                  | Foto 1 | Foto 2 |
| ---------------------------- | ---------------------- | --------------------------- | ------ | ------ |
| Ragusa (Croazia) - Dubrovnik | Chiesa di Sant'Ignazio | 42°38′22.21″N 18°06′33.68″E |        |        |

### Portogallo (2)
| Città              | Luogo                                              | Coordinate           | Foto 1 | Foto 2 |
| ------------------ | -------------------------------------------------- | -------------------- | ------ | ------ |
| Mafra (Portogallo) | Palazzo Nazionale di Mafra - Facciata              | 38°56′13″N 9°19′39″W |        |        |
| Mafra (Portogallo) | Palazzo Nazionale di Mafra - Giardino del convento | 38°56′13″N 9°19′39″W |        |        |